# De Toekomst (Coöperatieve Productie- en Verbruiksvereeniging)

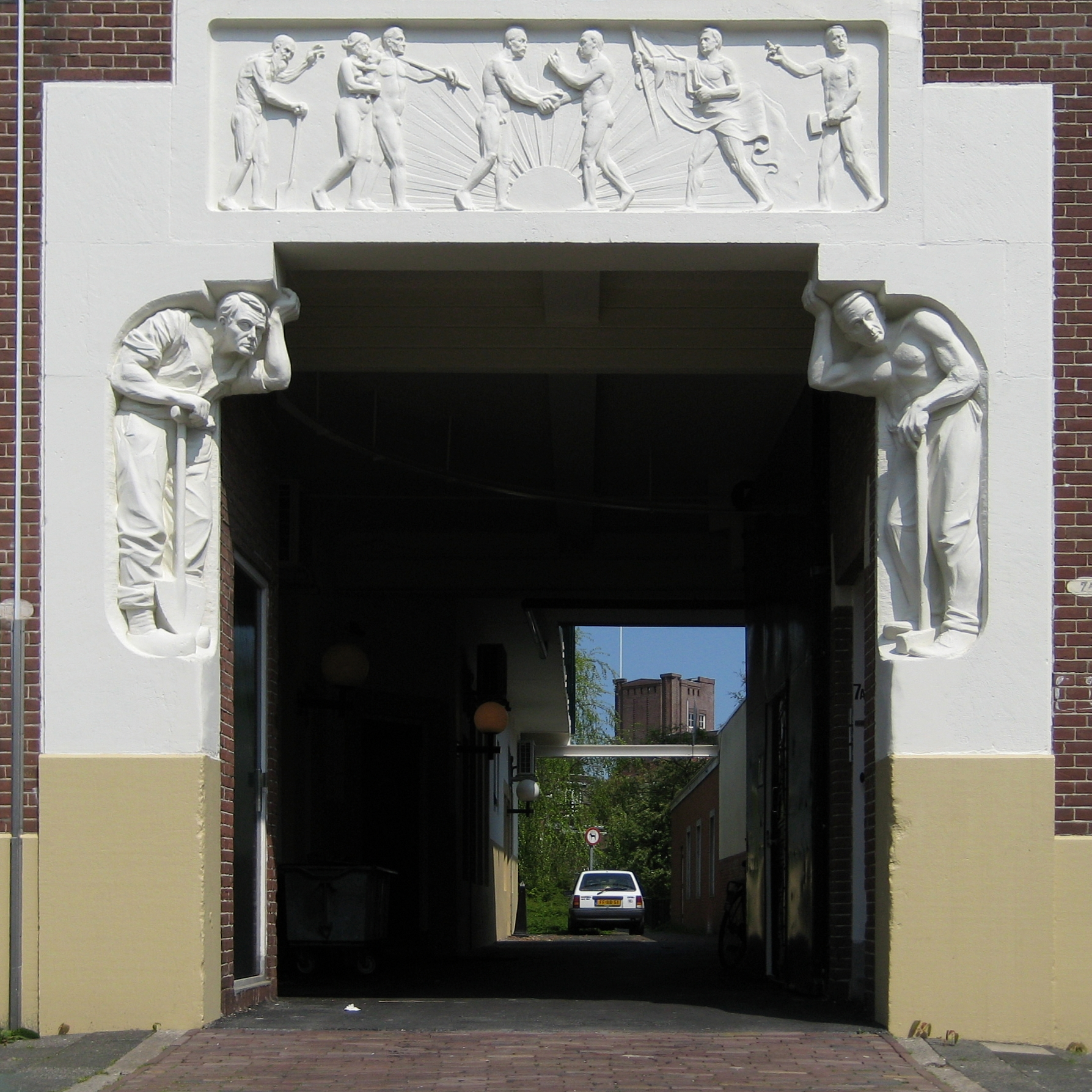
De poort (1913, A.M. van der Lee) van de voormalige coöperatieve bakkerij De Toekomst aan het Taco Mesdagplein in Groningen in 2010

De Toekomst (Coöperatieve Productie- en Verbruiksvereeniging) is een coöperatie die in mei 1887 opgericht is in de Nederlandse stad Groningen.

## De opkomst van coöperaties
In 1844 werd door 28 arme flanelwevers te Rochdale in Engeland de eerste Coöperatieve Verbruiksvereniging opgericht, die zij de "Pioneers-Society" noemden. Door gezamenlijke inkoop wilden zij aan de uitbuiting door winkeliers ontkomen. Iedereen kon lid worden, ongeacht klasse of stand.
Naar het voorbeeld van de Engelsen begonnen verschillende werkliedenverenigingen in Nederland in het midden van de zestiger jaren van de negentiende eeuw coöperaties op te richten, die alle ten doel hadden het levensonderhoud goedkoper te maken en producten van betere kwaliteit te leveren.

## Voorgeschiedenis
De economische toestand van de arbeiders in Groningen rond de tachtiger jaren was verre van rooskleurig. Al vroeg in de 19e eeuw kwamen arbeiders in de provincie Groningen in verzet tegen de heersende werk- en leefomstandigheden. Er waren stakingen en politiek getinte acties maar tot de zeventiger jaren was de werkzame bevolking in de provincie Groningen alleen georganiseerd in werkliedenverbonden die per branche georganiseerd waren, zoals de in 1868 opgerichte Vakvereeniging voor Meubelmakers. De eerste "Algemeene Groninger Werkliedenvereeniging" (AGWV; aanvankelijk Gron. vereeniging van Werklieden) dateert van 1871, het jaar van de Parijse Commune. Het woord van Domela Nieuwenhuis en C.J. van Raay vond weerklank en men nam het initiatief tot de oprichting van een afdeling van het Noord-Nederlands Verbond ter bevordering van het Algemeen Stemrecht en kort daarop van een afdeling van de Sociaal-Democratische Bond (SDB, 1885).
Op 23 augustus 1885 werd een grote zaal gehuurd waar de socialist J.A. Fortuijn uit Amsterdam een rede hield: "Stemrecht of vuistrecht". Op deze door Gerrit Nanninga geleide vergadering kwamen ruim 1000 (betalende) mensen af: "Op deze dag heeft het socialisme te Groningen voorgoed haar intrede gedaan".

## De Toekomst

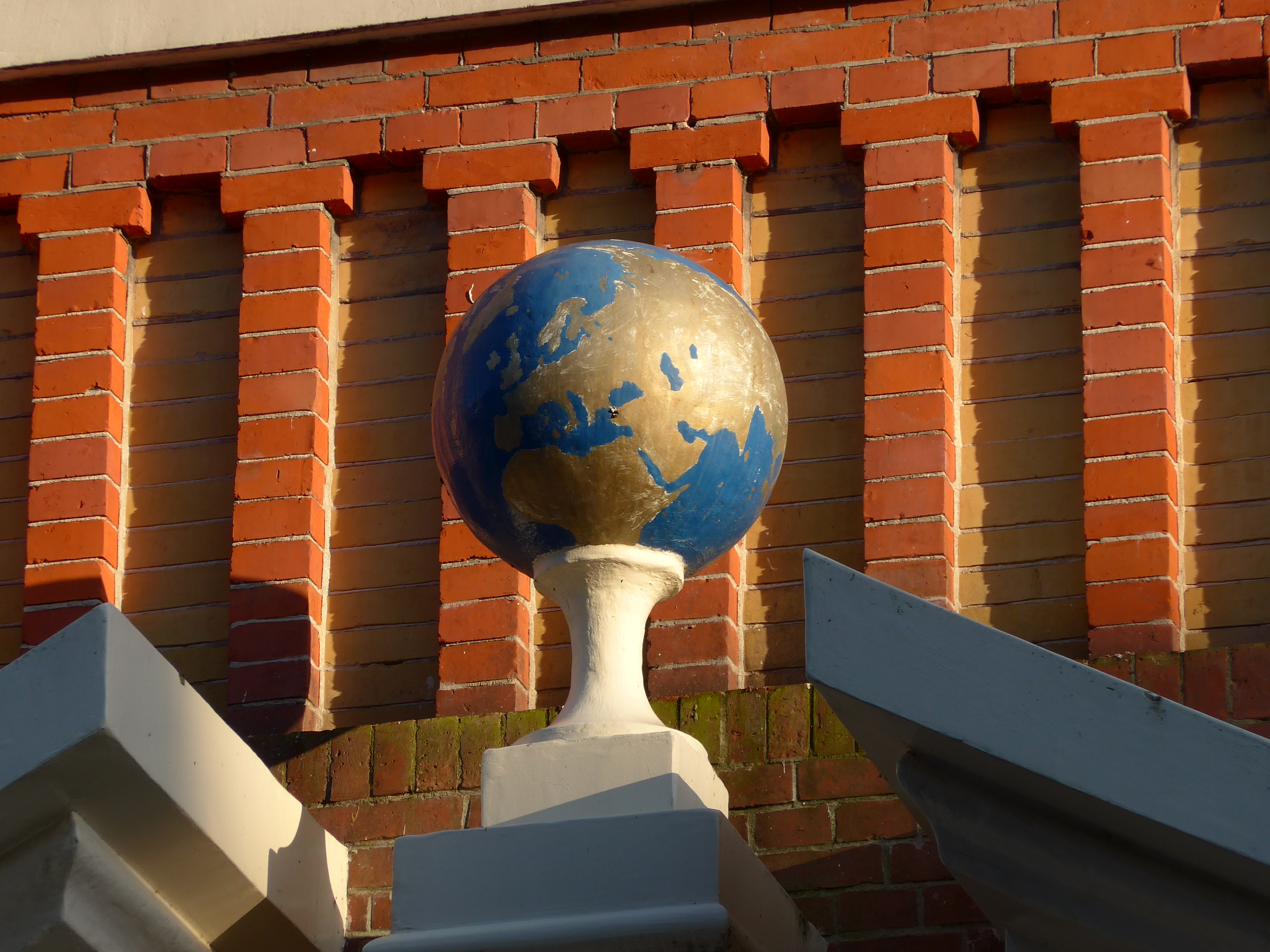
Wereldbol op de voorgevel van het voormalige gebouw van De Toekomst aan de Zuiderbinnensingel (2014)

Doordat de actie van de Groningse arbeidersbeweging intensiever werd, was er sprak van een zalennood en werd nagedacht om zelf een zaal in exploitatie te krijgen. Het was Joan Nieuwenhuis (bouwkundige en redacteur-uitgever van het Groninger Weekblad en het Nieuwsblad van het Noorden) die het initiatief nam om een politiek-neutrale vakvereniging op te richten om arbeidsomstandigheden te verbeteren. In de herfst van 1885 kwamen de besturen van alle plaatselijke werkliedenverenigingen bijeen om een eigen locatie te vinden.
Als gevolg hiervan kwam in 1886 een vereniging tot stand, die men de Groninger Arbeiders Maatschappij noemde en die het gebouw "De Eendracht" van de Meubelmakersgezellen-Vereniging, aan de toenmalige Zuiderbinnensingel, in beheer nam. Toen Gerrit Nanninga als voorvechter van het opkomende socialisme uit zijn werkkring werd verstoten, werd hij tot kastelein van het Verenigingslokaal benoemd.
Al gauw bleek "De Eendracht" te klein te zijn en op 5 mei 1887 namen ze het initiatief een eigen gebouw op te richten, eveneens aan de Zuiderbinnensingel, en in te richten als coöperatieve volksbroodbakkerij (naar voorbeeld van de coöperatieve bakkerij "De Vooruit" in Gent, België), maar ook met een grote vergaderzaal (met oppervlakte van 160 m²), kantoor, leeszaaltje en twee woningen. Architect van het in juli 1888 ingehuldigde gebouw van de Coöperatieve Productie- en Verbruiksvereeniging De Toekomst u.a. was Joan Nieuwenhuis en de firma Gulden en Geldmaker. De ingang van het gebouw wordt gevormd door een poort, versierd met beeldhouwwerk van A. van der Lee, met twee figuren; een landarbeider met zijn schop en een industrie-arbeider met zijn voorhamer. Zij zijn een symbolische voorstelling van de arbeid waar de maatschappij op steunt. Op hun nekken rust een fries met een voorstelling over een op broederschap gebaseerde wereld.

### Eerste jaren van exploitatie
De oprichting van de productiecoöperatie is op 9 maart 1888 in de Nederlandse Staatscourant gepubliceerd en daarmee een feit geworden. In tegenstelling tot de oprichters van de Rochdaler Pioneers-Society werd hier door de aangesloten leden niet eerst een kapitaal gevormd om de zaak te kunnen exploiteren maar werd begonnen met uitsluitend geleende gelden, terwijl er nog geen leden waren.
Hoewel uit de statuten blijkt dat de coöperatie een godsdienstig en politiek neutraal karakter had, werd de coöperatie volledig gedomineerd door de socialisten, vooral door het in 1887 terugtrekken van de AGWV, die besloten had van verdere deelname af te zien. Nanninga werd kastelein en beheerder, de bestuursleden waren allen socialist. "De Toekomst" werd in de eerste plaats een actie- en vergadercentrum van de SDB-afdeling en de aangesloten vakverenigingen. En het was Domela Nieuwenhuis die het gebouw in augustus 1888 opende.
Naast de SDB-afdeling en de vakverenigingen was er ook plaats voor de Jongerenvereniging "Ontwikkeling" en de net opgerichte vrouwenvereniging "Vooruitgang Is Ons Streven" (VIOS). Op initiatief van De Ontwikkeling werd ook een toneelvereniging opgericht "De Vrijheid" die stukken opvoerde waarin maatschappelijke wantoestanden aan de kaak werden gesteld.
Aanvankelijk had de coöperatie het financieel moeilijk. De plaatselijke bakkers verzetten zich tegen de nieuwe concurrentie, en uit socialistische kringen kwam veel kritiek op de manier waarop het startgeld was verkregen; "waren ze niet verkocht aan het kapitalisme?" Ook socialist Croll beschouwde met zijn brochure "De Coöperatie, het Paard van Troje" in december 1888 het een verzwakking voor de propaganda omdat men veel tijd en mankracht nodig had om de coöperatie draaiende te houden. Het hogere doel om via het opbouwen van een fonds de omstandigheden van arbeiders te verbeteren stond ook wel op gespannen voet met de vele arbeiders die zich aansloten om mee in de winst te delen van de onderneming. Desondanks kon de coöperatie zich handhaven en rond 1891 waren ze gevestigd met een vaste klantenkring in vooral de stad en Oost-Groningen en ontwikkelde het zich tot een financieel gezonde coöperatie met goed beheer.

### Achteruitgang
Er waren intern veel ruzies, en de ideologie achter de coöperatie om door middel van het vergaarde kapitaal invloed op het productieproces uit te oefenen en langs die weg het werk en leven van de arbeiders te verbeteren, raakte op de achtergrond. Zelfs een voorstander van het eerste uur, Domela Nieuwenhuis, veranderde zijn mening en op het achtste partijcongres van de SDB in Groningen werd besloten actieve deelneming te stoppen. Een tekort op de winst- en verliesrekening leidt er toe dat veel gematigde leden opzeggen.
Ruzie binnen de SDB over de te volgen koers leidde in 1894 tot de oprichting van de Sociaal-Democratische Arbeiderspartij in Nederland (SDAP) en deze richtingenstrijd verlamde "De Toekomst". In 1898 staat de coöperatie op de rand van de afgrond.

### Herstel
Als de strijd is geluwd, wordt de Nederlandse Coöperatieve Bond opgericht en staat de verbruikerscoöperatie weer in de belangstelling. Twee grote stakingen in 1903, van kleermakers en spoorwegpersoneel, brengen de ommekeer. Het gebouw "De Toekomst" is tijdens die stakingen het actiecentrum en veel arbeiders treden toe. Het oude verlies wordt weggewerkt en de draad van het steunen van de sociaaldemocratische beweging kan weer worden opgepakt. De coöperatie groeit tot 2500 leden in 1913 en een nieuwe bakkerij aan het Taco Mesdagplein in Groningen kan in gebruik worden genomen.
In de Eerste Wereldoorlog was "De Toekomst" het orgaan dat de voedseldistributie in de stad regelde. Over 1921 werd gemeld dat de omzet meer dan een miljoen gulden bedroeg, gelijkelijk verdeeld over de afdelingen "broodfabriek, koek- en banketbakkerij" en "Kruidenierswaren". Onder de investeringen in dat jaar bevond zich een "Amerikaansche broodvormmachine" die het brood machinaal "opmaakte", wat arbeidstijd scheelde. Maar "De Toekomst" en andere verbruikerscoöperaties werden meer en meer belangenorganisaties; de ideologische doelstelling viel weg. In 1922 was de overgrote meerderheid van leden voor afschaffing van steun aan partij en vakbeweging. "De Toekomst" was nu in de eerste plaats een vereniging die de belangen van haar leden vooropstelde.

### Het einde
De verbruikerscoöperatie bleef het tot in de jaren 1960 actief. In het jaar 1958 had "De Toekomst" 10.000 leden en een omzet van bijna 7 miljoen gulden. Dat jaar liet de coöperatie nog een groot brandstofcomplex bouwen aan de Spaarnestraat. de concurrentie met grootwinkelbedrijven als Albert Heijn en De Gruyter hield men niet vol. Daarnaast heeft de ontwikkeling van sociale voorzieningen er toe bijgedragen dat de coöperatieve gedachte haar aantrekkingskracht verloor. In 1967 hield "De Toekomst" op te bestaan. Ze was in 1961 al opgegaan in de Co-op Noord dat in 1972 deel werd van de landelijke Coop. Die organisatie fuseerde in 2021 met Plus.